# خالد جلال (مدرب كرة قدم)
خالد جلال لاعب سابق بنادي الزمالك ومدرب لبعض أندية الدوري المصري.

## نبذة
1. كان لاعباً في الزمالك بفترة الثمانينيات ولعب بمركز الظهير الأيمن.
2. حصل مع الزمالك على بطولة دورى الأبطال الأفريقي 1986، وكذلك توج ببطولة الدوري المصري 1988 1988 مع الفريق الأبيض.
3. أعلن اعتزاله كرة القدم قبل 15 عاماً في 10 مايو 2003.
4. انضم لصفوف المنتخب ولكنه لم يكن له بصمات مؤثرة، خاصة أن مركزه كان يسيطر عليه إبراهيم حسن في الأهلى وقتها ومحمد صلاح ثم تامر عبد الحميد.
5. خالد جلال سبق وتولى منصب مدير الكرة بالزمالك مع المدير الفني الأسبق للفريق أوغوستو إيناسيو.
6. تولى تدريب عدة فرق بالقسم الثانى، أبرزها: الشرقية، مياه البحيرة،الشرقية للدخان والسويس وآخرها إف سى مصر حاليا قبل الموافقة على تدريب الزمالك.
7. من أبناء منطقة العمرانية في الهرم بالجيزة

## الإنجازات

### كمدرب
الزمالك
- كأس مصر:
  - البطل (1): 2018[1]